# 曹娥碑

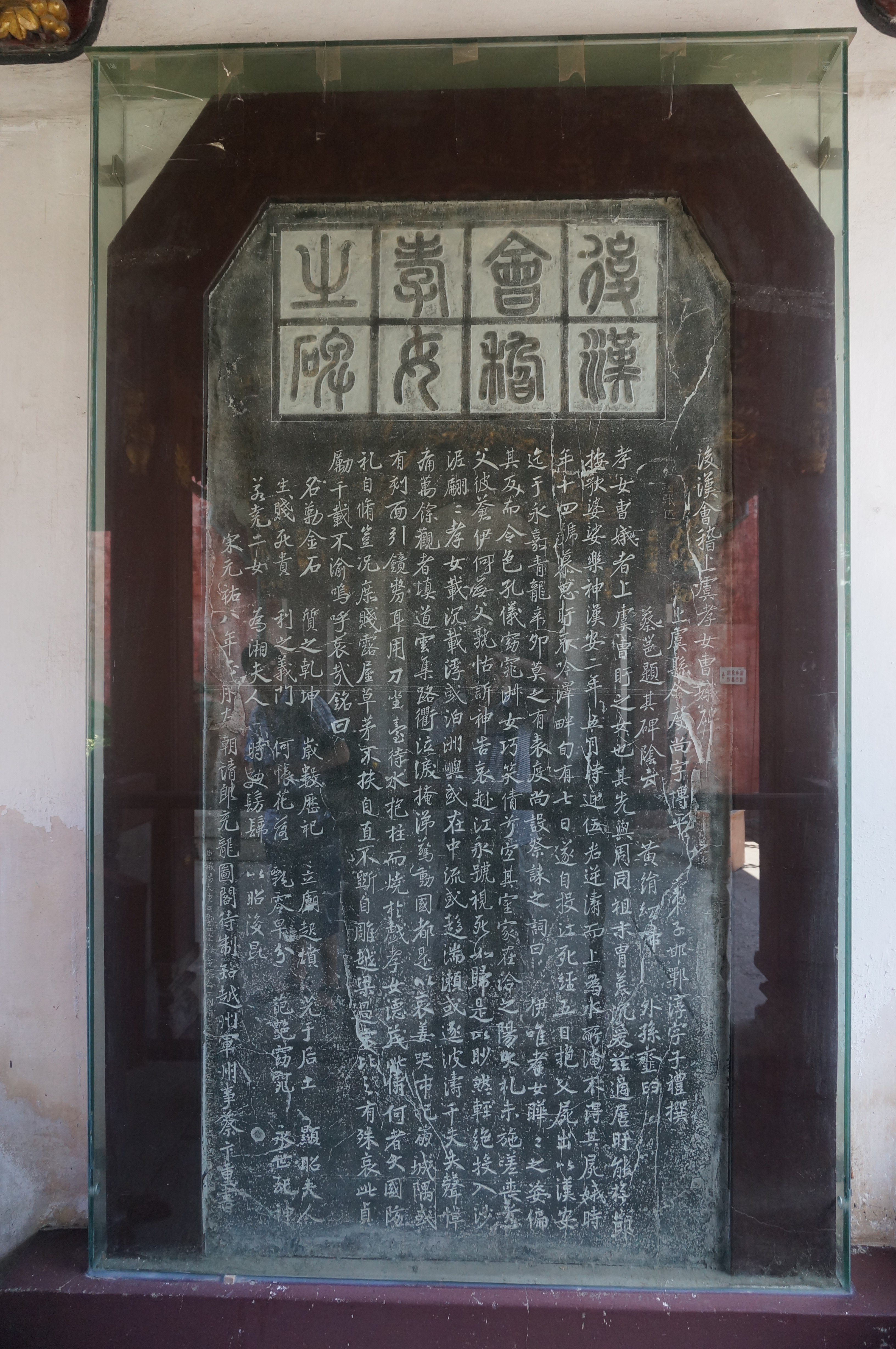
北宋元祐八年（1093）由蔡卞摹旧时碑文重书之曹娥碑，高2.09米、宽1.03米，行楷。

曹娥碑，是东汉會稽郡上虞縣（今浙江省绍兴市上虞区）曹娥庙内的石碑，為元嘉元年（151年），上虞縣縣長度尚悲憐曹娥的孝義，立碑紀念之，命其弟子邯鄲淳為之撰寫碑文，文采精妙之極，有絕妙好辭之稱。
相傳度尚原請魏朗撰文，然而魏朗佯作未成，而要度尚轉請別人，其實魏朗想要等待別人作好之後，再提出自己的文章，以抬高身價。當但魏朗閱讀過邯鄲淳的文稿後，大加讚賞，而將自己的底稿毀掉。碑之既立，加以碑文妙絕，自引得憑弔者如雲似潮。
传蔡邕在其流亡生涯中，遠跡吳會，聞《曹娥碑》，徑訪之，值暮夜，手摸其文而讀，題八字於碑之背面：「黃絹幼婦，外孫齏臼。」意義不明，據《世說新語》之說，曹操與楊修解出此八字實為謎語：黃絹，是有顏色的絲，合在一起是「絶」字；幼婦，是少女的意思，合在一起是「妙」；外孫，是女兒的孩子，合在一起是「好」字；齏臼，是搗碎辛辣食物的石臼，合在一起一起是「辤」字（「辭」的異體字），暗含「絕（絶）妙好辭（辤）」四字。
此碑名震天下，亦跟邯鄲淳為書法名家有關。晉代王羲之、宋代王安石女婿蔡卞等人亦紛紛摹寫碑文；尤其是王羲之《孝女曹娥碑》的字本曾另刻一碑，堪稱傳世精品。